# اشتیاق ماندگار
«اشتیاق ماندگار» (انگلیسی: Surviving Desire) فیلمی در ژانر کمدی-درام به کارگردانی هال هارتلی است که در سال ۱۹۹۱ منتشر شد.

## بازیگران
- مارتین دونوان در نقش جود
- مت مالوی در نقش هنری
- ربکا نلسن در نقش کیتی
- جولی کسلر در نقش جیل
- مری بی. وارد در نقش سوفی